# Antonín Sova
Antonín Sova, född 26 februari 1864 i Pacov, död där 16 augusti 1928, var en tjeckisk författare. 
Sova var bibliotekarie vid stadsbiblioteket i Prag. Han debuterade 1890 med Realistické sloky, varpå följde de ävenledes i naturalistisk, skeptisk stil hållna diktsamlingarna Kvéty intimních ńalad (Blommor av intima stämningar; 1891) och Z mého kraje (Från min hembygd; 1892). 
I mitten av 1890-talet anslöt han sig till den moderna riktningen genom att bryta med naturalismen och positivismen samt hylla den subjektiva individualismen i konsten och poesin i diktsamlingen Zlomené duše (Krossade själar; 1896; ny upplaga 1903). Stort uppseende väckte 1898 hans mot Theodor Mommsen riktade smädedikt. 
År 1903 utkom hans dikt Hlad (Hungern). I hans berättelser på prosa, Povidký a menší črty (1903), samt romanerna Ivŭv román (1902) och Výpravy chudých behandlas sociala samtidsproblem (bland annat äktenskapet och fattigdomen) ur psykologisk synpunkt på realistisk grund.
Asteroiden 2647 Sova är uppkallad efter honom.